# Two Worlds II
Two Worlds II es un videojuego RPG desarrollado por la compañía polaca Reality Pump y publicado por TopWare Interactive, fue llamado originalmente Two Worlds: The Temptation y es secuela del videojuego del 2007 Two Worlds. La versión para PlayStation 3, Xbox 360 y PC fue lanzada en Europa, Australasia y Rusia en noviembre de 2010, mientras que las versiones para Norteamérica fueron retrasados hasta el 2011. El juego fue un éxito comercial y vendió 1 millón de copias 3 semanas después de su lanzamiento en Europa, para febrero ya había vendido más de 2 millones de copias.

## Jugabilidad
Al igual que su predecesor, Two Worlds II es un videojuego de rol que toma lugar en un mundo abierto de fantasía no lineal donde los jugadores toman control de un personaje con el que pueden explorar y llevar a cabo misiones. Desde el comienzo del juego el jugador puede modificar levemente la apariencia del protagonista, como la forma de la cara y el tamaño del cuerpo así como el color de piel. Como es común en los videojuegos de rol, el personaje subirá de nivel por medio de experiencia, que se obtiene completando misiones o matando enemigos. Gran parte del mundo del juego puede ser explorado a fondo desde el principio, independientemente del avance que el jugador lleve de la historia principal. A pesar de no ser lineal, muchas áreas del juego están habitadas por enemigos muy fuertes con niveles más altos que el del jugador y como resultado de esto, puede que el jugador quiera explorarlas después de que su personaje haya progresado. Mientras que los jugadores viajarán en gran parte del paisaje a pie, pronto se les dará la opción de montar un caballo e incluso más adelante del juego se le dará una oportunidad para que tome el timón de un barco y navegue por los mares hacia las islas. Además los jugadores pueden viajar rápido usando piedras mágicas de teletransportación que encuentran a través del mundo.
Desde el comienzo del juego en solitario, todos los personajes tienen el nivel base. El jugador no está forzado a elegir una clase o estilo en particular, dependerá de su avance del juego; a medida que progresa y suba de nivel se le otorgarán puntos que podrá gastar para mejorar sus 4 estadísticas principales, que son: Resistencia (salud), Fuerza (daño), Precisión (puntería con armas a distancia), Magia. Además de luego poder desbloquear y mejorar otras habilidades como forjar, movimientos de combate especiales, sigilo, hechizos, entre otros. El jugador podrá combinar sus habilidades en lugar de centrarse en crear a un personaje específico. Los objetos pueden ser encontrados a lo largo del juego, ya sea en la naturaleza, comprados a los vendedores, saqueados a los enemigos muertos o recuperados de equipamiento no necesario. Estos objetos pueden ser utilizados en la forja de materiales, mejora de armas o de armadura, otros pueden ser utilizados para crear artefactos mortales, como trampas o bombas. Sin embargo, muchos otros sirven como ingredientes de pociones que el jugador puede crear por él mismo. Estas mezclas pueden ser utilizadas para recuperar salud o magia, y de forma temporal mejorar sus habilidades o para usarlos contra los enemigos en forma de veneno. Debido a la larga lista de resultados, el jugador podrá nombrar y documentar sus nuevas creaciones.

### Multijugador
El componente multijugador en línea esta totalmente separado del juego de un solo jugador, es decir, que la primera vez que el jugador entre al juego multijugador, creará un nuevo personaje desde el nivel básico y será exclusivo para su uso en multijugador. A diferencia del comienzo del juego en el modo solitario, al jugador se le dará la oportunidad de elegir su raza y sexo, además de pequeños cambios permitidos al momento de personalizar el personaje.

## Desarrollo
Two Worlds II fue anunciado en el PAX East del 2010, y recibió en general comentarios favorables. 

### Complementos del juego
Se confirmó que el contenido descargable de Two Worlds II, "Pirates of the Flying Fortress", sería lanzado en octubre. Cuenta con nuevas animaciones, nuevo diálogo, opciones de personalización y una nueva área del mapa con 10 horas de campaña. También tiene 4 nuevos mapas multijugador.

### Game of the Year Edition
El 15 de julio de 2011 se anunció que el juego iba tener un "Velvet Game of the Year" y su lanzamiento se programó para el 18 de octubre del siguiente año. Este anuncio planteó algunas dudas entre las publicaciones de juegos, como se ha informado de que Two Worlds II no ha sido nombrado "Game of the Year" por ningún medio de comunicación.